# Winnie Puuh und Tigger dazu
Winnie Puuh und Tigger dazu (Originaltitel: Winnie the Pooh and Tigger Too) ist ein US-amerikanischer Zeichentrick-Kurzfilm von John Lounsbery aus dem Jahr 1974.

## Handlung
Es herrscht Nebel im Hundertmorgenwald. Tigger springt im Wald umher und sucht nacheinander Winnie Puuh und Ferkel auf und wirft sie mit seinem Sprung um, um sich ihnen danach als Tigger vorzustellen. Beide kennen ihn bereits und Tigger springt weiter zu Rabbit, der gerade in seinem Gemüsegarten Möhren erntet. Er sieht das Unheil nahen und versucht Tigger aufzuhalten. Er wirft den Hasen dennoch begeistert zu Boden, um sich als Tigger vorzustellen. Rabbits Ernte ist durch den springenden Tigger bald dahin und Rabbit fasst einen Entschluss: Dem Tigger muss das Springen abgewöhnt werden. Bei einer Versammlung mit Winnie Puuh und Ferkel, auf der der Bär die meiste Zeit schläft, beschließt Rabbit, dass alle drei mit Tigger eine Wanderung unternehmen, tief in den Hundertmorgenwald gehen und Tigger dort „verlieren“. Erst am nächsten Tag wollen sie ihn suchen und Rabbit hofft, dass Tigger dann das Springen vergangen ist. Am nächsten Tag machen sich die vier auf in den Wald. Sie verlieren Tigger, der weit voraus gesprungen ist, und geben sich auch nicht zu erkennen, als er nach ihnen sucht. Er springt allein weiter. Rabbit, Winnie Puuh und Ferkel suchen nun den Rückweg, laufen jedoch stets im Kreis. Rabbit zieht allein los und Ferkel und Winnie Puuh warten vergeblich auf seine Rückkehr. Da es Winnie Puuh zu seinen Honigtöpfen zieht, finden er und Ferkel allein den Rückweg. Daheim angekommen treffen sie auf Tigger, dem sie von Rabbit erzählen. Tigger sucht Rabbit, der sich im Wald inzwischen vor all den unbekannten Lauten fürchtet. Er ist froh, Tigger wiederzusehen, der ihm eröffnet, dass sich Tigger nie verlaufen können. In Windeseile bringt Tigger Rabbit nach Hause.
Wenig später ist Schnee gefallen und Tigger holt Klein-Ruh bei Känga zum gemeinsamen Springen ab. Sie hüpfen zuerst zum gefrorenen See, auf dem Rabbit ruhig seine Schlittschuhrunden dreht. Tiggers ungestümer Auftritt führt zu Chaos und einem verstimmten Hasen, doch springen Tigger und Klein-Ruh gemeinsam weiter. An einem hohen Baum angelangt, zeigt Tigger, wie er springen kann. Mit Klein-Ruh, der sich an seinem Schwanz festhält, springt Tigger auf den Ästen bis zur Baumspitze. Erst hier erkennt er, wie hoch er sich befindet und bekommt Höhenangst. Er traut sich nicht mehr auf den Boden. Winnie Puuh und Ferkel verfolgen unterdessen Spuren im Schnee und treffen so auf den Baum, Klein-Ruh und den verängstigten Tigger. Rabbit erscheint und holt Christopher Robin zu Hilfe. Er macht aus seiner Jacke ein Sprungtuch und kann so Klein-Ruh vom Baum holen. Tigger jedoch getraut sich nicht zu springen, auch wenn er Rabbit verspricht, bei einer Rettung nie wieder hüpfen zu wollen. Der Erzähler greift ein und legt das Kinderbuch auf die Seite, sodass Tigger von seinem Zweig auf die Buchstaben des Buches steigen kann. Anschließend rutscht er auf ihnen zu Boden und umarmt glücklich den Schnee. Als er euphorisch zu springen anfangen will, erinnert ihn Rabbit an sein Versprechen und Tigger geht traurig davon. Die anderen Tiere sind sich einig, dass sie den hüpfenden Tigger lieber mochten als den gehenden und auch Rabbit stimmt dem schließlich zu. Tigger stürmt erfreut auf ihn zu und wirft ihn zu Boden. Er überzeugt Rabbit davon, doch selbst zu hüpfen und bald springen Winnie Puuh, Ferkel, Christopher Robin, Känga, Klein-Ruh, Rabbit und Tigger gemeinsam durch den verschneiten Hundertmorgenwald.

## Produktion
Winnie Puuh und Tigger dazu war nach Winnie Puuh und der Honigbaum (1966) und Winnie Puuh und das Hundewetter (1968) der dritte Kurzfilm um Winnie Puuh, der in den Disney-Studios produziert wurde. Der Film erschien am 20. Dezember 1974 in den Kinos. Um das Segment Pu baut ein Haus erweitert, erschienen alle drei Filme 1977 unter dem Titel Die vielen Abenteuer von Winnie Puuh als Langfilm.
Die Animation des Films stammt von Ollie Johnston, Milt Kahl, Frank Thomas, John Pomeroy und Eric Larson. Winnie Puuh und Tigger dazu beruht auf Kapitel vier („In which it is shown that Tiggers don’t climb trees“) und 7 („In which Tigger is unbounced“) des Buches The House at Pooh Corner von A. A. Milne.

## Synchronisation
Die deutschsprachige Synchronisation entstand bei der Simoton Film GmbH in Berlin. Verfasser des Dialogbuchs war Heinrich Riethmüller, der auch Dialogregie führte.
| Rolle             | Originalsprecher  | Synchronsprecher  |
| ----------------- | ----------------- | ----------------- |
| Erzähler          | Sebastian Cabot   | Joachim Cadenbach |
| Rabbit            | Junius Matthews   | Inge Wolffberg    |
| Ferkel            | John Fiedler      | Dieter Kursawe    |
| Känga             | Barbara Luddy     | Inge Landgut      |
| Ruh               | Dori Whitaker     | Andrea Pawlowski  |
| Christopher Robin | Timothy Turner    | Bernd Martin      |
| Winnie Puuh       | Sterling Holloway | Walter Gross      |
| Tigger            | Paul Winchell     | Joachim Kemmer    |

## Auszeichnungen
Winnie Puuh und Tigger dazu wurde 1975 für einen Oscar in der Kategorie „Bester animierter Kurzfilm“ nominiert, konnte sich jedoch gegen Closed Mondays nicht durchsetzen.